# 巴拿马会议 (1939年)

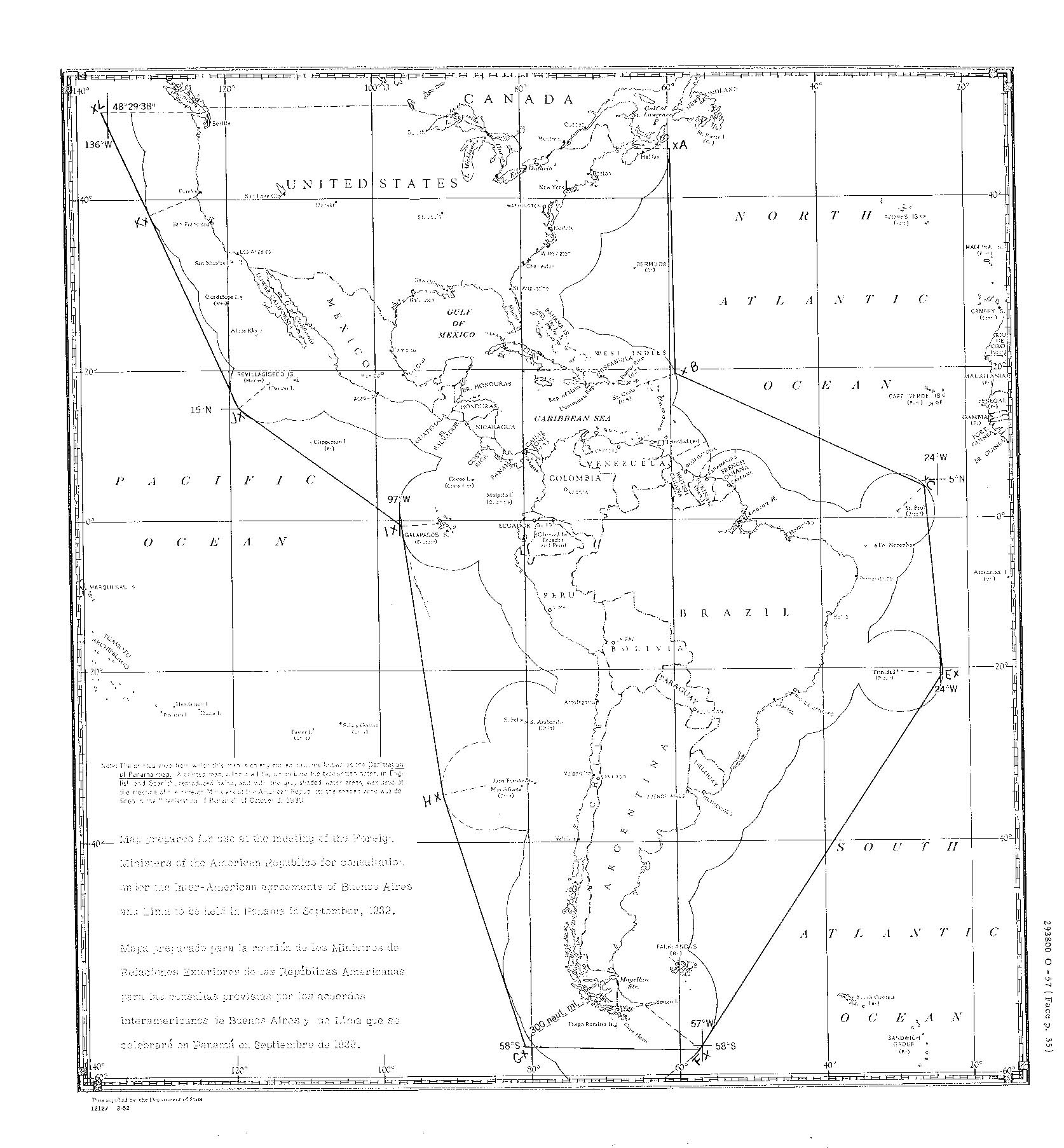
根据《巴拿马宣言》中建立“海上安全区”的范围所绘制的地图

1939年召開的巴拿马会议（英語：Panama Conference）是由美国、巴拿马、墨西哥、厄瓜多尔、古巴、哥斯达黎加、秘鲁、巴拉圭、乌拉圭、洪都拉斯、智利、哥伦比亚、委内瑞拉、阿根廷、危地马拉、尼加拉瓜、多米尼加共和国、巴西、玻利维亚、海地和萨尔瓦多等国外交部长于1939年9月23日在巴拿马共和国的巴拿马城所举行的会议。时处二战刚爆发不久。

## 会议
与会者分成三个委员会小组，分别就中立、维护地区和平和经济合作进行讨论。讨论结束后，便发表《巴拿马宣言》，其中确认了与会国的中立性，禁止交战国的潜艇进入其港口，要求停止外国颠覆本国的行动，并宣布成立一个海上安全区，该海上安全区从美洲大陆两侧延伸超过300海里（560公里），加拿大自治领和欧洲国家的殖民地及其属地除外。
美国民众普遍赞同会议上各国所达成的协定。

## 扩展阅读
- Pike, Fredrick B. . Austin : University of Texas Press. 1995. ISBN 978-0-292-76557-3.
- Callcott, Wilfrid Hardy. . Austin, University of Texas Press. 1968. ISBN 978-0-292-78390-4.
- Langley, Lester D. . Athens : University of Georgia Press. 1989. ISBN 978-0-8203-1153-1.